# Laureà Figuerola i Ballester

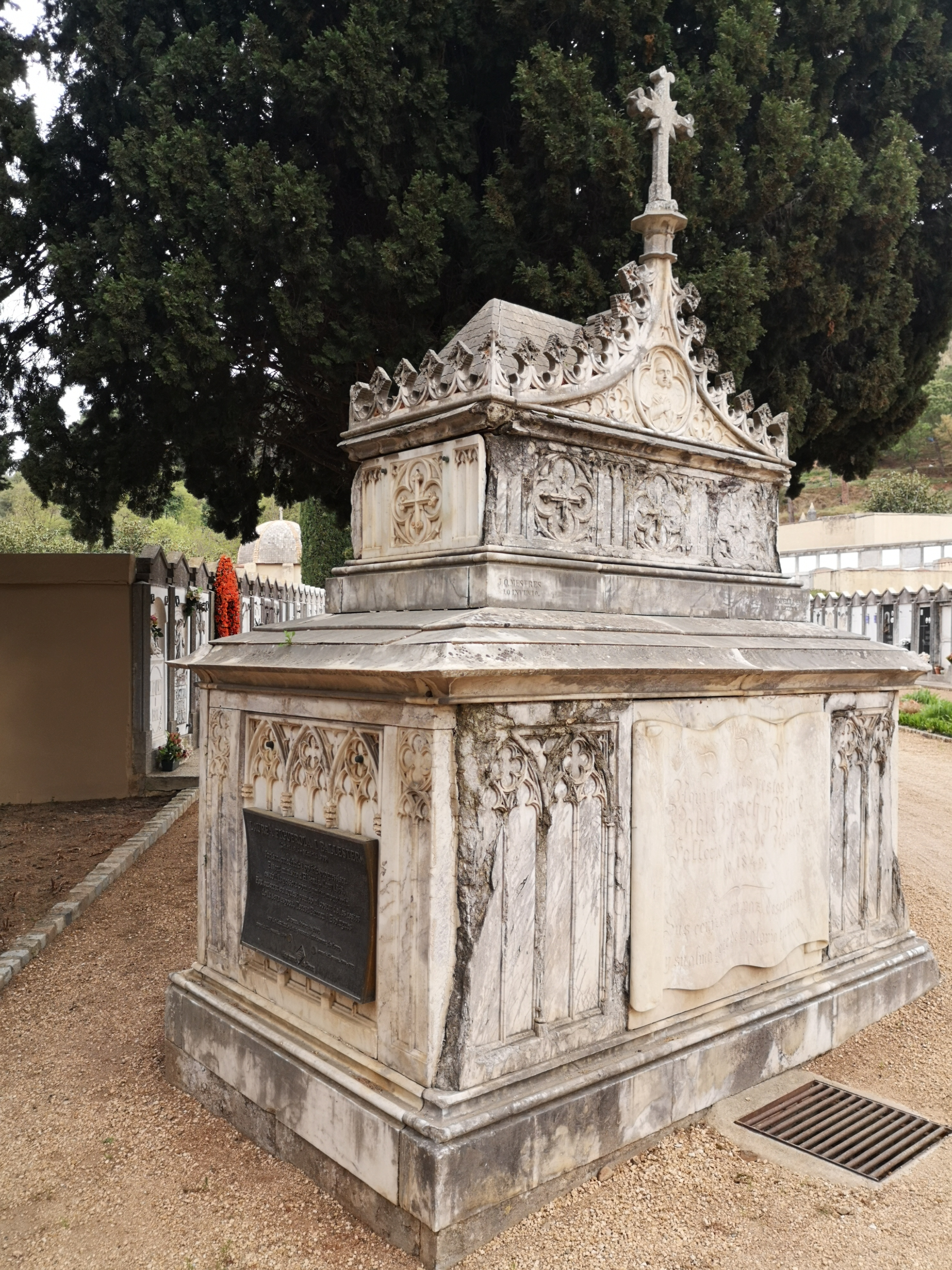
Panteó al Cementiri de Girona on està enterrat Laureà Figuerola.

Laureà Figuerola i Ballester (Calaf, Anoia, 4 de juliol de 1816 - Madrid, 28 de febrer de 1903) fou un economista i polític català, que estudià filosofia i dret. És conegut per la creació de la unitat monetària de la pesseta. Fou el primer doctor en dret sortit d'una universitat espanyola.

## Biografia
Als 19 anys es donà a conèixer per les seves idees liberals, figurant a la Junta Revolucionària de Barcelona. Es feu advocat l'any 1840. Deixeble d'Eudald Jaumeandreu i Triter, el 1846 fou nomenat catedràtic d'Economia de la Universitat de Barcelona, que abandonà el 1853 per ocupar la càtedra de la Universitat de Madrid. El 1846 fundà l'Escola Normal de Mestres de Barcelona. Fou soci de la Societat Econòmica Barcelonesa d'Amics del País. Alhora, fou fundador de la Sociedad Libre de Economía Política amb Pastor, Rodríguez Colmeiro, Echegaray, Moret i altres.

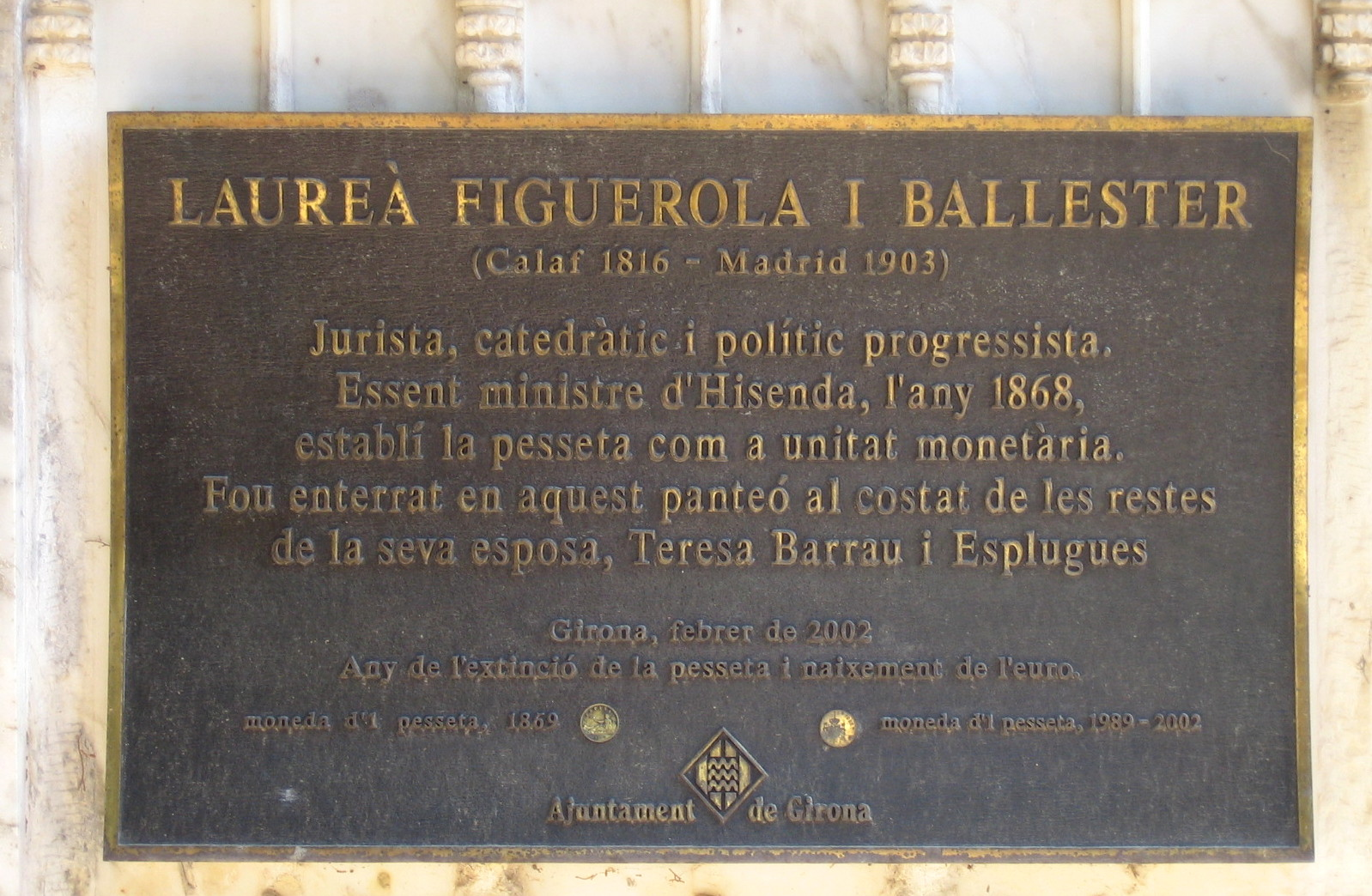
Placa al panteó on està enterrat Laureà Figuerola (cementiri de Girona)

Després de la revolució de 1868, Joan Prim i Prats el va nomenar ministre d'hisenda del govern de Serrano. Fou un dels introductors de la pesseta com a nova moneda espanyola, que va enginyar com a integrada en la Unió Monetària Llatina, creada el 1865 a París, i formada per França, Bèlgica, Suïssa i Itàlia. El 1869 també va iniciar una política aranzelària moderadament lliurecanvista, influïda per la que havia dut a terme la Gran Bretanya. El 1870 Amadeu I de Savoia el va substituir per Segismundo Moret y Prendergast.
El 1872 fou nomenat president del Senat d'Espanya, des d'on es va oposar a la restauració borbònica d'Alfons XII i s'adherí al Partit Republicà.
El 1876 fou separat de la càtedra de la Universitat i nomenat primer director de la Institución Libre de Enseñanza, de caràcter laic i privat. El 1885 fou regidor de l'Ajuntament de Madrid i el 1898 fou nomenat president de la Reial Acadèmia de Ciències Morals i Polítiques. Va morir el dissabte 28 de febrer de 1903 al seu hotel del carrer Serrano de Madrid, però per voluntat seva i de la seva esposa Teresa Barrau i Esplugues (+1907) fou enterrat al cementiri de Girona.

## Obres
- Causas que contribuyeron a dar a Roma el dominio del mundo antiguo (1852)
- Guía legislativa e inspectiva de instrucción primaria (1844)
- Estadística de Barcelona en 1849 (1849)
- Organización política de los Estados (1854)
- La reforma arancelaria de 1869 (1879)
- La ciencia del Derecho en las formas sucesivas de su desenvolvimiento y su estudio en las Universidades (1865)
- Filosofía del trabajo (1861)
- Cuestiones que entraña el problema social (1878)
- Conveniencia e inconveniencia de la libertad de comercio, atendidas las actuales condiciones de España (1884)
- El crédito agrícola (1887)
- Valor económico de España (1894)
- El socialismo en Suiza y Francia (1894)